# Đại hội Đảng Cộng sản Nga (Bolshevik) lần thứ XI
Đại hội Đảng lần thứ 11 Đảng Cộng sản Nga (Bolsheviks) được tổ chức trong 27/3 - 2/4/1922 tại Moskva. Đại hội có sự tham gia của 522 ủy viên chính thức và 165 ủy viên dự khuyết, và bầu Ban Chấp hành Trung ương Đảng khóa XI.
Mục đích chính của đại hội là xem xét kết quả của Chính sách kinh tế mới đã được quyết định trong Đại hội lần thứ 10. Do đó, đại hội kết luận rằng nền kinh tế hỗn hợp tư bản chủ nghĩa ở Liên Xô sẽ cần phải chấm dứt. Điều này dẫn đến quyết định rằng các công đoàn sẽ được trao thêm quyền lực trong cả nền kinh tế và chính trị.
Trong Đại hội 11, Leon Trotsky đã chỉ trích Sergei Ivanovich Gusev và Mikhail Frunze về các chính sách của Hồng quân, đặc biệt là các vấn đề về kỷ luật, học thuyết chính trị và quan hệ với nông dân. Trotsky thua cuộc tranh luận, dẫn đến sự mất uy tín với những người bị chỉ trích trong Hồng quân. Do đó, các nghị quyết liên quan đến quân sự sau Đại hội 11 thường bị loại bỏ.
Sự kiện sâu rộng nhất là việc bổ nhiệm Joseph Stalin làm Tổng Bí thư đầu tiên của Đảng. Bukharin và Rykov được bầu vào Bộ Chính trị.